# Nasibullo Qurbonov
Nasibullo Qurbonov (ur. 11 października 1990) – uzbecki zapaśnik walczący w stylu wolnym. Zajął siedemnaste miejsce w mistrzostwach świata w 2014. Srebrny medal na mistrzostwach Azji w 2010. Piąty w Pucharze Świata w 2011 roku.